# ريتشارد كيلي (كاتب)
ريتشارد كيلي (بالإنجليزية: Richard Kelly) (و. 1975  م) هو مخرج أفلام، وكاتب سيناريو، وملحن أمريكي، ولد في نيوبورت نيوز.

## التعليم
تعلم في جامعة كاليفورنيا الجنوبية، وكلية جامعة جنوب كاليفورنيا للفنون السينمائية ‏.

## وصلات خارجية
- ريتشارد كيلي على موقع IMDb (الإنجليزية)
- ريتشارد كيلي على موقع ألو سيني (الفرنسية)
- ريتشارد كيلي على موقع تيرنر كلاسيك موفيز (الإنجليزية)
- ريتشارد كيلي على موقع أول موفي (الإنجليزية)
- ريتشارد كيلي على موقع قاعدة بيانات الأفلام السويدية (السويدية)
- ريتشارد كيلي على موقع إن إن دي بي (الإنجليزية)
- ريتشارد كيلي على موقع ديسكوغز (الإنجليزية)
- ريتشارد كيلي على موقع قاعدة بيانات الفيلم (الإنجليزية)
- ريتشارد كيلي على موقع كينوبويسك (الروسية)